# Dolichostoma nigricaudum
Dolichostoma nigricaudum là một loài ruồi trong họ Tachinidae.